# Kragenfügen
Kragenfügen ist eine Methode, um Kunststoffbauteile und Blechbauteile zu einem Hybridbauteil zu verbinden. 
Bei diesem von der BASF 2002 zum ersten Mal vorgestellten mechanischen Fügeverfahren werden mit Hilfe eines Stempels zunächst sogenannte „Kragen“ in ein vorgebohrtes und auf einer Schablone positioniertes Metallblech gedrückt. Der Stempel stülpt hierbei den Rand der Bohrungen auf der gegenüberliegenden Blechseite kragenförmig auf. In einem zweiten Schritt werden die Kragen des Blechbauteiles in den Kunststoff hinein gepresst. Das Verfahren erfordert keine erhöhte Temperatur und ist bei einer Vielzahl von Kunststoffen einsetzbar. 
Das Kragenfügen gehört zur Familie der sogenannten PMA-Verfahren (von engl.: post moulding assembly). Es findet also nach dem Spritzgießprozess statt und hat gegenüber dem Fügen direkt im Spritzgießprozess (IMA, von engl.: in-mould assembly) zahlreiche Vorteile. Der Konstrukteur ist freier in der Gestaltung der Kunststoff-Komponente und kann so auch bei hoch beanspruchten Konstruktionen den Werkstoff optimal ausnutzen. Dies bedeutet, dass diese Hybridbauteile bei gleichen Eigenschaften kleiner und leichter werden. Im Vergleich zum IMA sind auch geringere Bauteil-Verzüge zu verzeichnen.
Besonders im Automobilbau kommt das Kragenfügen im Zusammenhang mit Leichtbaukonzepten vermehrt zum Einsatz.